# إريك بلفراج
إريك جان كريستيان أنطوان بلفراج (بالسويدية: Erik Jean Christian Antoine Belfrage) (و.13 أبريل 1946 - 18 أبريل 2020)، كان دبلوماسيًا سويديًا، تنفيذيًا مصرفيًا، ومستشارًا سياسيًا.

## النشأة والتعليم
بلفراج كان نجل الدبلوماسي كيرت آلان بلفراج وزوجته، Renée France Paule Puaux. شقيقه فرانك بلفراج اقتصادي ودبلوماسي. تخرج بيلفراج من كلية ستوكهولم للاقتصاد عام 1970.

## مسار مهني مسار وظيفي
عمل بلفراج في وزارة الخارجية من عام 1970 إلى عام 1987 كدبلوماسي في جنيف وواشنطن العاصمة وبوخارست وبيروت وباريس. في عام 1987، أصبح نائب الرئيس في مجموعة إس إي بي البنكية وكمستشار لـ اینوستور آب. عمل بلفراج أيضًا كمستشار لـ بيتر والنبرغ الأب وعائلة والنبرغ بين عامي 1987 و 2012.

## الموت
بعد معاناته من مرض فيروس كورونا أثناء الجائحة، توفي بلفراج في مستشفى القديس جرجس في ستوكهولم في 18 أبريل 2020.